# Nordland II
Nordland II dvanaesti je i konačni studijski album švedskog ekstremnog metal sastava Bathory. Album je 31. ožujka 2003. objavila diskografska kuća Black Mark Production.

## Pozadina
Album nastavlja glazbeni stil prethodnika, Nordlanda I. Nordland II je izvorno trebao biti drugi u serijalu od četiri konceptualna albuma, no Quorthon je uspio dovršiti samo prva dva pošto je njegova smrt spriječila daljnje dovršavanje projekta. Album je također objavljen i u ograničenoj digipak inačici.

## Popis pjesama
Tekstovi i glazba: Quorthon. 
| 1.    | »Fanfare«                                  | 3:36  |
| 2.    | »Blooded Shore«                            | 5:46  |
| 3.    | »Sea Wolf«                                 | 5:26  |
| 4.    | »Vinland«                                  | 6:38  |
| 5.    | »The Land«                                 | 6:23  |
| 6.    | »Death and Resurrection of a Northern Son« | 8:30  |
| 7.    | »The Messenger«                            | 10:01 |
| 8.    | »Flash of the Silverhammer«                | 4:09  |
| 9.    | »The Wheel of Sun«                         | 12:26 |
| 10.   | »Outro«                                    | 0:23  |
| 63:18 |                                            |       |

## Zasluge
Bathory
- Quorthon - vokali, svi instrumenti, produkcija, dizajn

Ostalo osoblje
- Börje "Boss" Forsberg - produkcija
- Necrolord - naslovnica
- Mikael "Mimo" Moberg - snimanje